# Uplengen
Uplengen
Uplengen er en kommune i Landkreis Leer i den sydlige del af det historiske landskab Østfrisland i den tyske delstat Niedersachsen. Kommunen har ca 11.500 indbyggere.

## Historie
Uplengen ligger i det gamle frisiske landskab Lengenerland. Lengenerland grænsede til de fleste andre frisiske landskaber: Rüstringen, Östringen, Auricherland og Moormerland. Under tiden for den Frisisk Frihed|frisiske frihed mødtes repræsentanter for de frisiske landskaber årligt i forbindelse med pinsen ved Upstalsboom uden for Aurich for at diskutere frisiske rets- og lovspørgsmål.
Lengenerland, som omtales første gang i 1398, havde sin oprindelse i frankernes Emsgau, og hovedby i landskabet var Remels. Lengenerland ligger i udkanten af det, som senere skulle blive Østfrisland, på grænsen til Ammerland og Oldenborg, med hvilke et flertal konflikter har ejet rum.
I 1300-tallet byggedes en forsvarsanlægning, Lengen, ved Grossander. Området regeredes længe af lokale høvdinge og først gennem Focko Ukena, som var søn af Amke von Lengen, kom Lengenerland i 1400-tallet under østfrisiskt styre og forenedes med andre dele af Østfrisland. Lengenerland blev et eget distrikt, Lengen. Efter Ukenas død i 1436 kom området under Hamborgs indflydelse og senere under den østfrisiske adelsfamilie Cirksenas styre.
I forbindelse med, at Edzard 1. af Østfrisland blev greve af Østfrisland, udbyggedes borgen i Grossander som en grænsepost mod Ammerland og Oldenburger Land. Borgen blev indtaget i 1514 af greven af Oldenburg i den så kaldte sachsiske fejde. Et år senere erobredes den tilbage af østfriserne under ledelse af Edzard 1. (Edzard den store). Først i og med ægteskabet mellem grev Enno 2. af Østfrisland og Anna af Oldenburg kom der en ende på kampene mellem Oldenburg og Østfrisland. Borgen i Grossander blev forladt i 1535. Samme år blev Lengen en del af Stickhausen. Resterne af borgen er senere fredede og ses fortsat i byen Grossander.
Det nuværende område Uplengen har gennem århundredernes løb været præget af landbruget. Et stort antal byer udviklede sig, men Remels forblev den største by i området. Under 1700- og 1800-tallet blev moseområderne i området genstand for kultivering og nye så kaldte fehn-områder voksede frem, blandt andet i Nordgeorgsfehn, Südgeorgsfehn og Neufirrel. Kanaler og sluser blev anlagte, kanalbroer blev opførte, og tørven sendt afsted.
I forbindelse med kommunalreformen i 1973 blev 19 hidtil selvstændige kommuner slået sammen til den nuværende kommune Uplengen. Den nye kommune fik sit navn fra det gamle historiske frisiske landskab Lengenerland.

## St. Martins kirke i Remels
Den ældste bygning i Uplengen er den gamle forsvarskirke i Remels. Den opførtes i flere omgange, og de ældste dele stammer fra 1000- og 1100-tallet. Kirken består af fire stenhvælvinger, som bæres af søjler. Blandt kirkens ældste genstande er den i sandsten huggede døbefont. Alteret er fra 1600-tallet og orgelet fra 1700-tallet.
Uden for findes blandt andet i kyrkans nordside en jernhalsring, som anvendtes som fængsel. I den vestlige kirkevæg findes en kvadratisk granitsten "Lengener Boom-maat", som anvendes som målestok. Ved kirken findes kirkegårdsporten Ostertor, hvilken nu ses i kommunens våben. Den opførtes antagelig på samme tid som kirken.
Kirker findes tillige i andre dele af kommunen, blandt andre Kristuskirken i Hollen og Fredskirken i Ockenhausen.

## Natur og kultur
Uplengen ligger i den Nordtyske Slette mellem de store åbne marker i det østlige Østfrisland og det varierende parklandskab i Ammerland. I Uplengens landbrugsbygder findes et stort antal så kaldte voldhække, som oprindelig blev anlagt for at afgrænse agre ogh enge. Voldene er til dels over 300 år gamle og bevoksede med buskæ og træer. De består af jord, sten og tørv og er nu kulturmindefredede.
En stor del af Uplengen præges tillige af moseområder, som ikke er blevet opdyrkede og som i dag er naturfredningsområder (Stapeler Moor, Neudorfer Moor, Lengener Meer og Hollesand). Ved Hollesand findes kommunens eneste skov og Østfrislands højeste "bjerg", Kugelberg.
I kommunen findes flere kanaler og vindmøller. Gennem kommunen går blandt andet Nordgeorgsfehn-kanalen (fra floden Jümme til Ems-Jade-kanalen). Den anlagdes i begyndelsen af 1800-tallet for at tørlægge moseområder og for at fragte tørv. Den kommercielle trafik på kanalen ophørte i 1962, og i dag anvendes den hovedsagelig af turistbåde. I dag er der tre vindmøller tilbage: i Remels, Südgeorgsfehn og Grossoldendorf. Møllen i Remels er af hollandsk type og opførtes i 1803 som sognemølle.

## Steder i Uplengen
- Bühren
- Großoldendorf
- Großsander
- Hollen
- Jübberde
- Klein Remels
- Kleinoldendorf
- Kleinsander
- Meinersfehn
- Neudorf
- Neufirrel
- Nordgeorgsfehn
- Oltmannsfehn
- Poghausen
- Remels (hovedby og blandt andet sæde for kommunalforvaltningen i Uplengen)
- Selverde
- Spols
- Stapel
- Südgeorgsfehn

## Næringsliv
Uplengens næringsliv præges for en stor del af landbruget. I de seneste år er også turisme vokset i betydning, ikke mindst cykel- og kanoturisme. I hovedbyen Remels spiller handel en vigtig rolle. Gennem kommunen går motorvejen A28 fra Leer til Oldenburg. Et større antal cykelstier går gennem kommunen.